# Schizogenius brevisetosus
Schizogenius brevisetosus är en skalbaggsart som beskrevs av John Whitehead. Schizogenius brevisetosus ingår i släktet Schizogenius och familjen jordlöpare. Inga underarter finns listade i Catalogue of Life.